# Dylewo (Ermland-Mazurië)

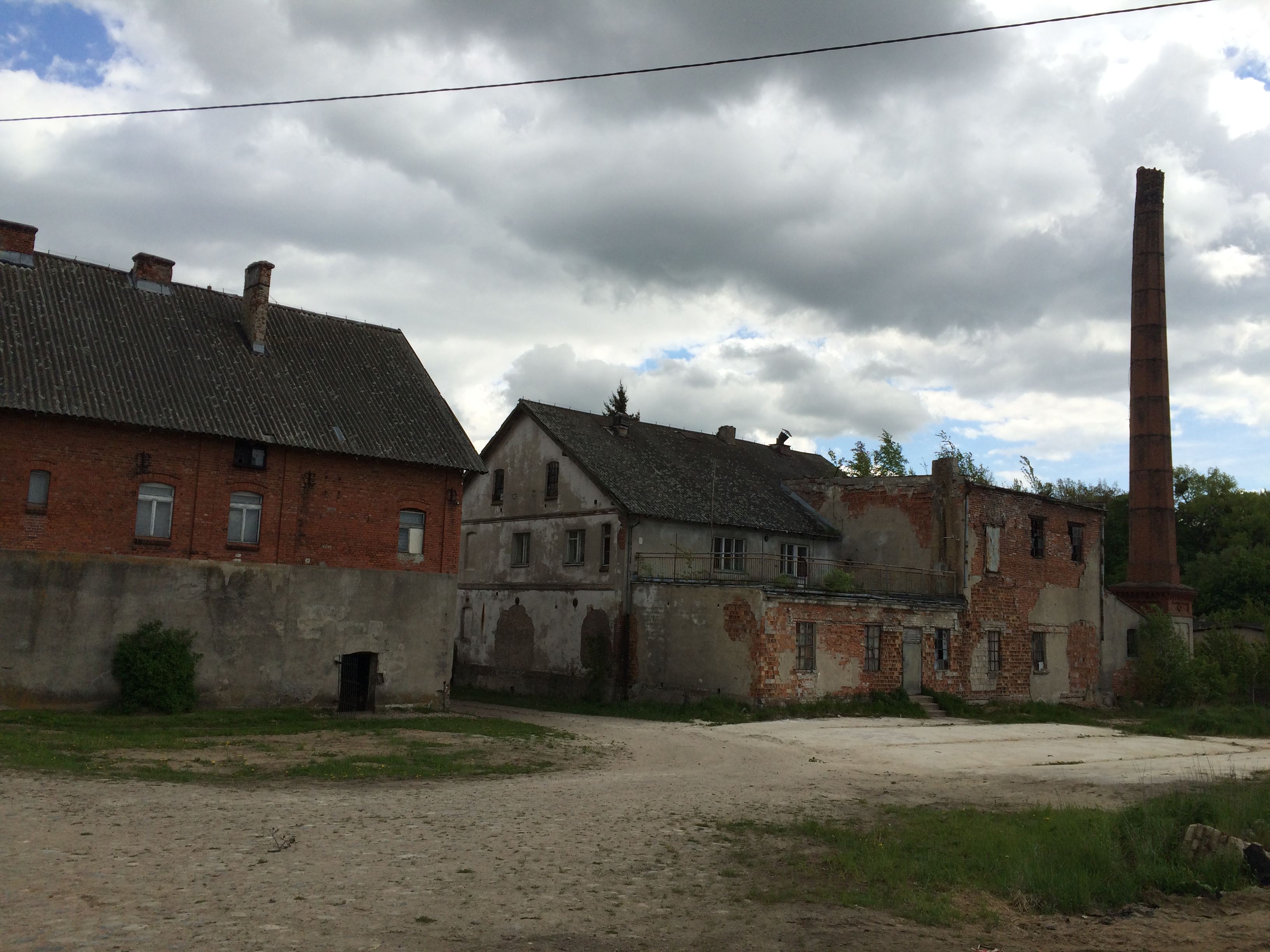
Fabriek in Dylewo, nog in gebruik

Dylewo  (Duits: Döhlau) is een dorp in de Poolse woiwodschap Ermland-Mazurië. De plaats maakt deel uit van de gemeente Grunwald.

## Geschiedenis
In documenten uit 1328 wordt vermeld dat Günter von Schwarzburg, commandeur van Dziedzgonia, 44 włok schenkt met 16 jaar vrije rechten. Het was de tijd van de Duitse Orde. In 1341 vielen de rechten toe aan de commandeur van Hohenstein, als dank voor goed ridderschap. In 1349 werd het dorp genoemd als eigendom van Eberhard en Nickiel von Diel. In 1394 vroeg Dytrych van Dylew aan Konrad von Jungingen om vernieuwing van de privileges op Dylweo. Deze Dytrych maakte in de jaren 1399-1401 een pelgrimstocht naar Rome. In 1410 waren Jan en Günter, als leden van de Unie van de Hagedis (Duits: Eidechsenbund) betrokken bij rellen tegen de Duitse Orde tijdens de Pools-Duitse oorlog in 1410. Het dorp werd vernietigd. Jan werd in 1411 onthoofd, Gunther moest voor de Bank van Ridderlijkheid opnieuw de eed van trouw afleggen aan de Duitse Orde. 
In 1433 verkocht Hans von Baysen (Pruisisch leider) aan Jorg van Dylew 20 włók en een molen. Deze Jorg kocht 1447 40 włók van Günter van Dylew. In 1540 behoorde Dylewo aan Hans Birckhan en Niklas Kokolla verder woonden er Dylewo 10 boeren en 6 Cottagers.
Tijdens de Pools-Zweedse oorlog (1600-1611) verlieten veel boeren het land als gevolg van de schade. In 1657 werd het dorp opnieuw verwoest, dit maal door de Tataren. Ook de kerk werd verwoest. In de jaren 1662-1670 behoorde het grootste deel van het land in Dylewo aan Albrecht Finck.
In 1820 woonden er 330 mensen in 47 huizen. In 1842 werd de kerk gerenoveerd en verbouwd tot de huidige stijl. In 1861 woonden er 330 mensen en was er 5616 morgen (oppervlaktemaat) grond als "ridderlijke activa", het aantal inwoners groeide naar 465 in 1880 en 693 in 1939.
In 1890 werden kerkdiensten gehouden in het Pools.

## Natuur
In de omgeving zijn twee natuurgebieden Dylewo 
- Een bosreservaat van 9.46 ha, opgericht om 100-jaar oude Pommerse beuken beschermen, groeiend op de oostelijke hellingen van de Dylewski Góra. In het kreupelhout vindt men er o.a. lievevrouwenbedstro, zwenkgras bos, eenbloemig parelgras en de plant vogelnestje.
- Jezioro Franscuzkie - Een bloemenreservaat van 13.64 ha. Het gebied ligt bij een meer tussen de heuvels en bossen van Dylewo Góra, en de aangrenzende venen met 120 jaar oude Pommerse beuken. Op heide groeien wilgen (de Salix myrtilloides), zegge, slangenwortel, waterdrieblad, kleine veenbes, de grauwe wilg en de zachte berk.

## Sport en recreatie
- Door deze plaats en de natuurgebieden loopt de Europese wandelroute E11. De E11 loopt van Den Haag naar het oosten, op dit moment de grens Polen/Litouwen. Ter plaatse komt de route van het noordwesten van Pietrzwałd via Góra Dylewska(niet via de top), en vervolgt via Marcinkowo richting Grunwald.